# チェーザレ・サッカージ
チェーザレ・サッカージ（Cesare Saccaggi,1868年2月7日 - 1934年1月3日）は、イタリアの画家である。象徴主義などのスタイルの作品を描いた。 

## 略歴
ピエモンテ州アレッサンドリア県のトルトーナの豊かでない仕立て屋の息子に生まれた。トルトーナ市から奨学金を得てトリノの美術学校(Accademia Albertina)に入学し、アンドレア・ガスタルディ(1826-1889)やピエル・セレスティーノ・ジラルディ(Pier Celestino Gilardi: 1837-1905)に学んだ。画家のジャコモ・グロッソ(1860-1938)とも知り合い影響を受けた。1890年にトリノの美術学校を卒業すると、ローマで修行した。当時、古代ローマや古代ギリシアの世界を描いて国際的に人気のあったローレンス・アルマ＝タデマらのスタイルの作品を描くようになり、オリエンタルの世界や西洋中世を題材にした作品を描くようになった。トリノの教会(Chiesa di San Gioacchino)の壁画も描いた。
1895年にミラノの展覧会(Società per le Belle Arti ed Esposizione Permanente)やヴェネツィア・ビエンナーレに参加した。1900年のパリ万国博覧会に出展し入賞し、1900年代の初めはパリに滞在し、パリのサロンにも出展し、グーピル商会からの依頼でアール・ヌーボー（イタリアではstile libertyと呼ばれる）のスタイルのイラストレーションも制作し人気を得た。
1905年にトルトーナに戻った後 、ブレラ美術アカデミーの名誉会員に選ばれた。ヴェネツィア・ビエンナーレや国外の展覧会に参加した。第一次世界大戦が勃発すると戦争を題材にした絵葉書のシリーズを制作した。

## 作品

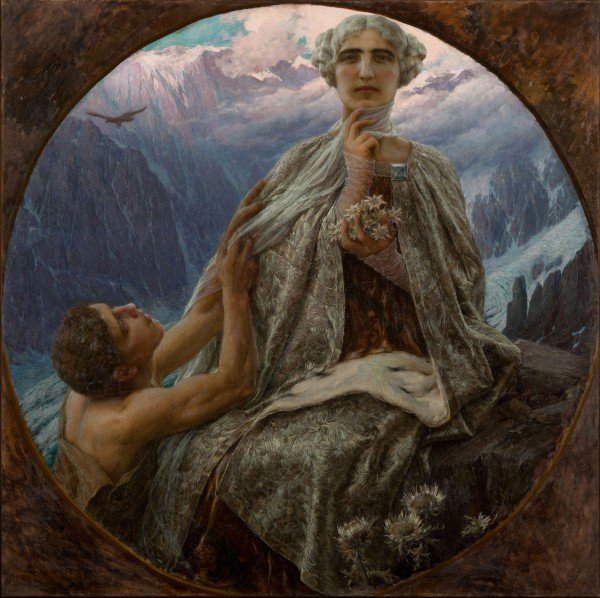
「頂上 - 氷の女王」、(1912) Cassa di Risparmio di Tortona
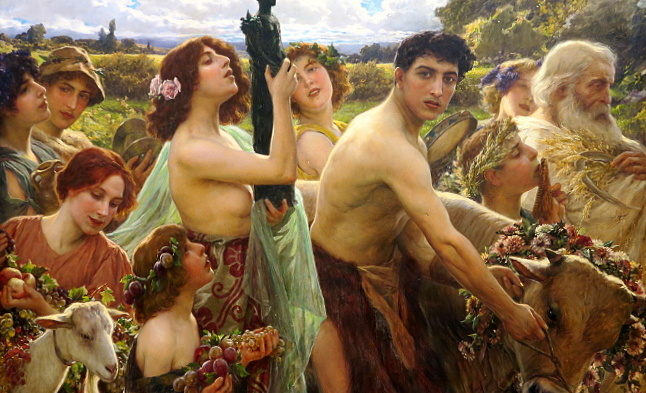
"Ave Natura" (1910)
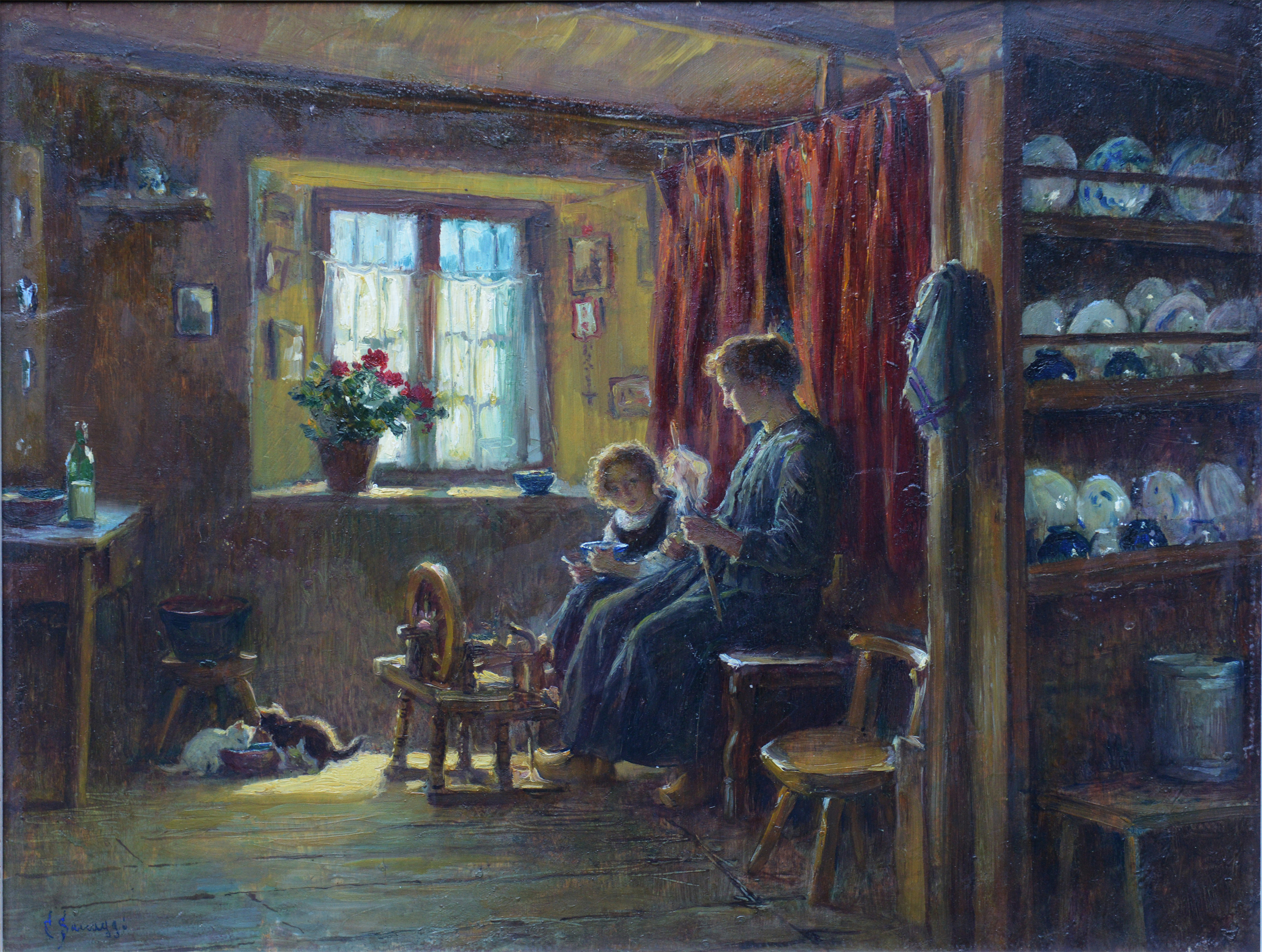
シャンポルク村の室内(c.1925)

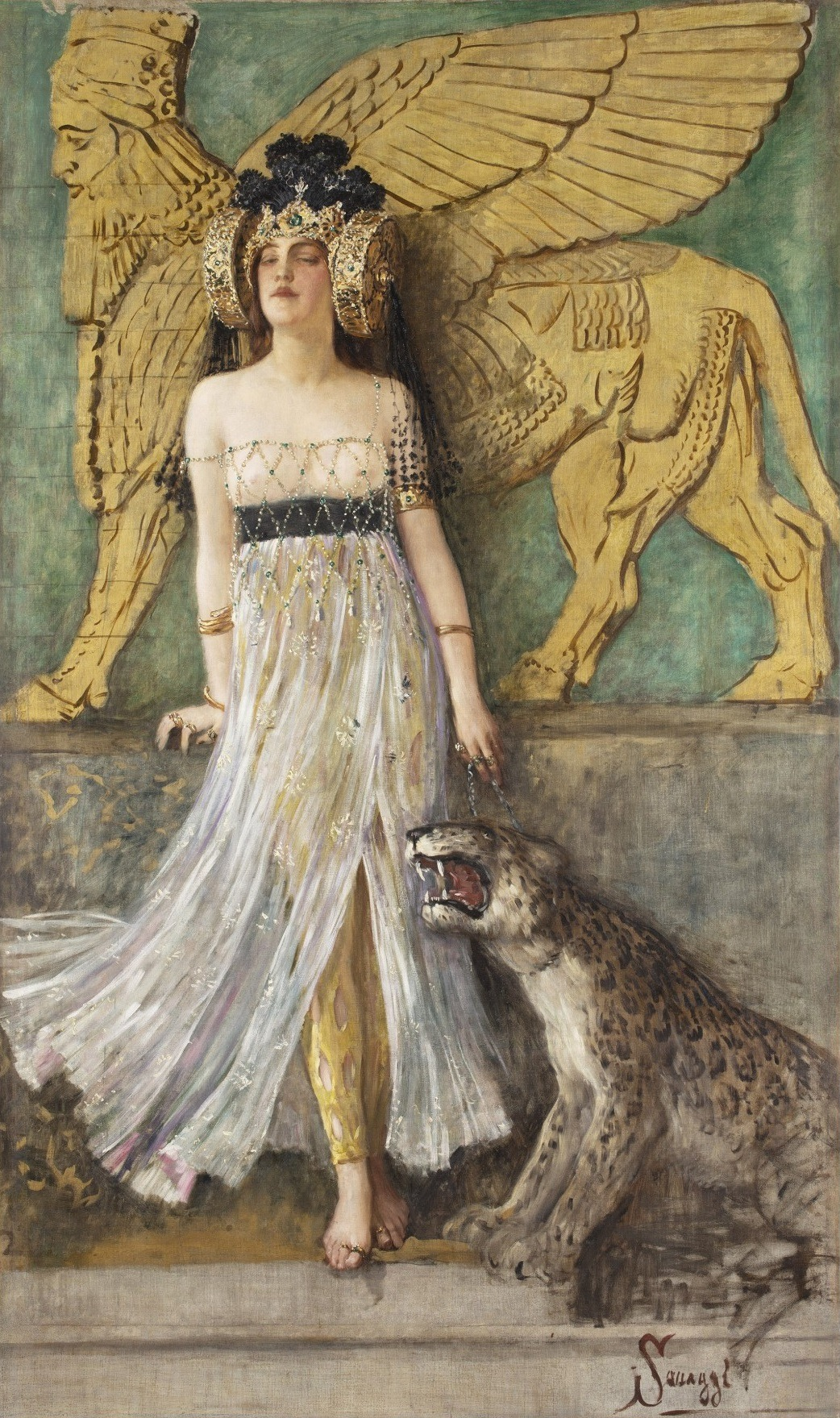
セミラミス(アッシリアの女王)
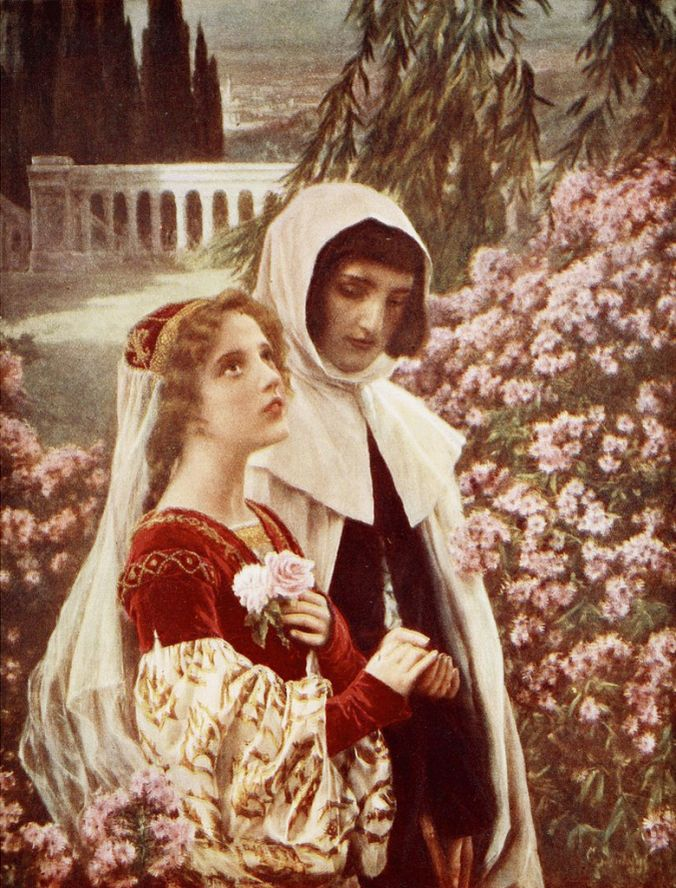
庭園のダンテとベアトリス
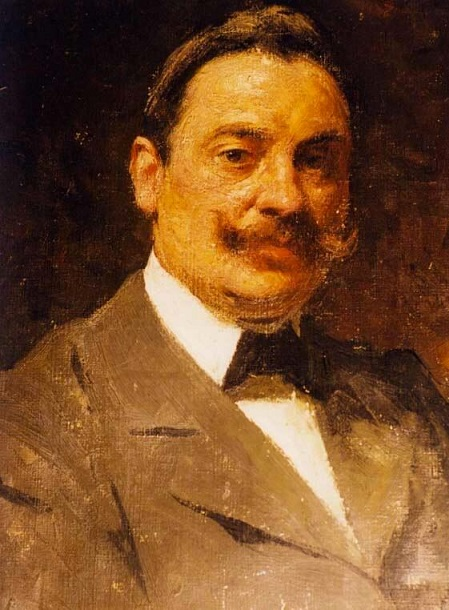
画家ジャコモ・グロッソの肖像画
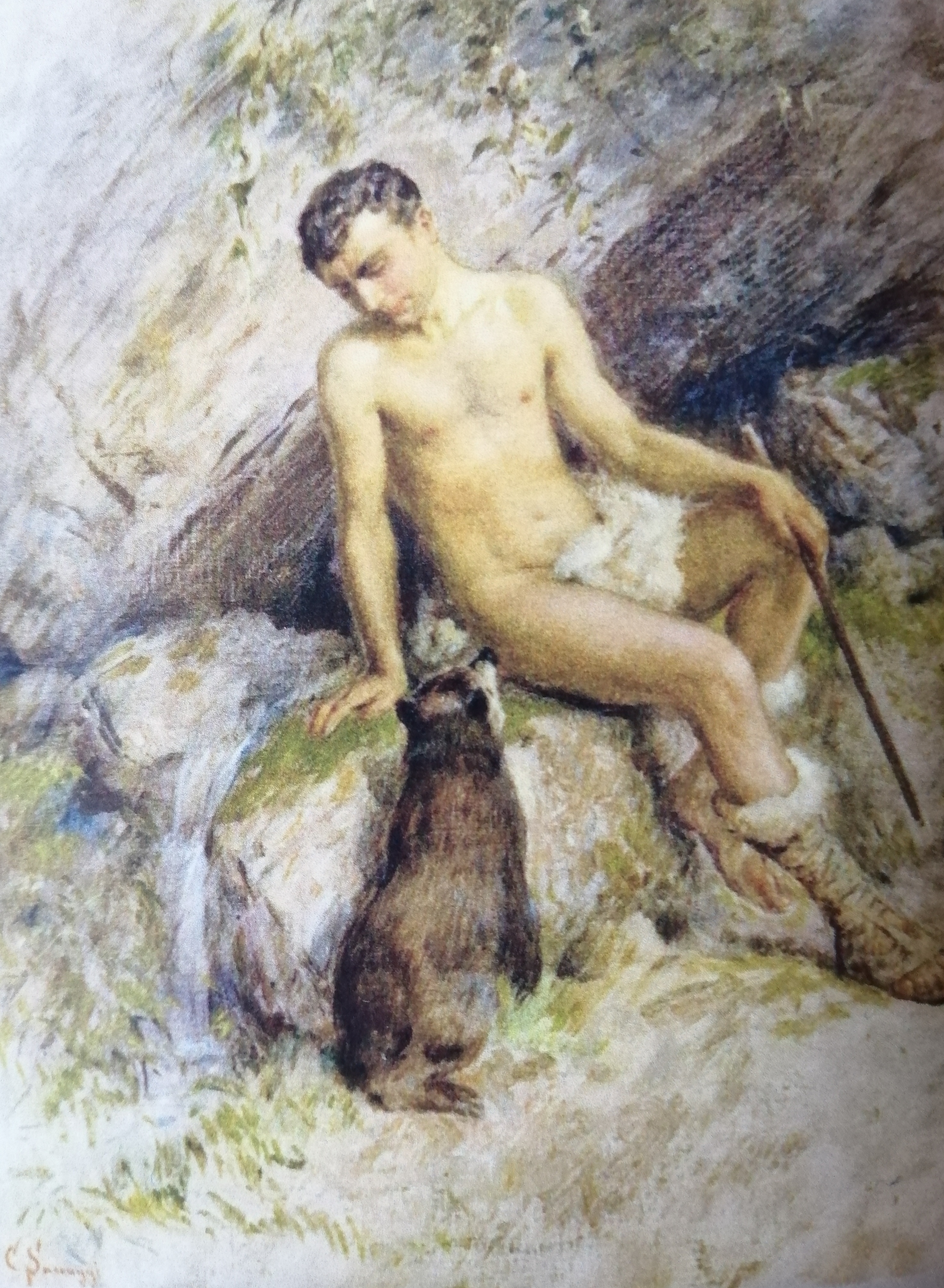
「アルカディアの羊飼い」の挿絵